# Aladins Abenteuer
Aladins Abenteuer (Originaltitel: Le meraviglie di Aladino) ist eine Verfilmung des Aladin-Stoffes der Regisseure Mario Bava und Henry Levin aus dem Jahr 1961. Deutsche Erstaufführung war am 1. Juni 1962.

## Handlung
Aladin lebt in Bagdad. Nur in seinen Träumen ist er mächtig und reich. Seine Mutter schenkt ihm eine Lampe, damit er sich im Dunkeln zurechtfindet. Auf der Flucht vor Händlern – er hält sich mit kleinen Diebstählen über Wasser – entdeckt er das Geheimnis der Lampe: In ihr wohnt ein Dschinn, der ihm drei Wünsche gewährt; den ersten nutzt er, um den Händlern zu entkommen. Auf einer Reise zur Hochzeit des Prinzen Moluk mit Zaina, auf der ihn seine Freunde Omar und Djalma begleiten, wird die Karawane, mit der sie ziehen, überfallen; Aladin und Omar werden von einer Amazonentruppe gefangen genommen. Dank des Dschinn entkommen sie.
In Basora wurde mittlerweile Moluk von seinem bösen Rivalen, dem Großwesir, ausgeschaltet – Zaira soll nun ihn ehelichen. Aladin und Omar können das Spiel aufdecken, müssen jedoch ihren letzten Wunsch einsetzen, um die Anhänger des erbittert kämpfenden Großwesirs zu schlagen. Aladin wird vom glücklich vereinten Königspaar mit Reichtum und Djalma belohnt.

## Hintergrund
Jahre vor seinem Durchbruch spielte Terence Hill als Mario Girotti in Aladins Abenteuer eine kleine Rolle.
Auf DVD ist der Film in einer deutschen und einer um neun Minuten längeren und anders orchestrierten Version zu sehen. Auf Video erschien der Film als Aladins Wunderlampe und als Aladdin – Abenteuer in der Wüste.

## Kritiken
„Die Geschichte von Aladin und seiner Wunderlampe als tricktechnisch gekonnt behandelter Abenteuerfilm mit teils grotesken Zügen.“

„Aladins Abenteuer ist ein Gebräu, das jeder Beschreibung spottet… Wer nach einem Film Ausschau hält, in den er seine Kinder schicken kann, sei gewarnt: Ein Großteil dieses Streifens spricht nur erwachsene Kinder an.“